# Megafonen

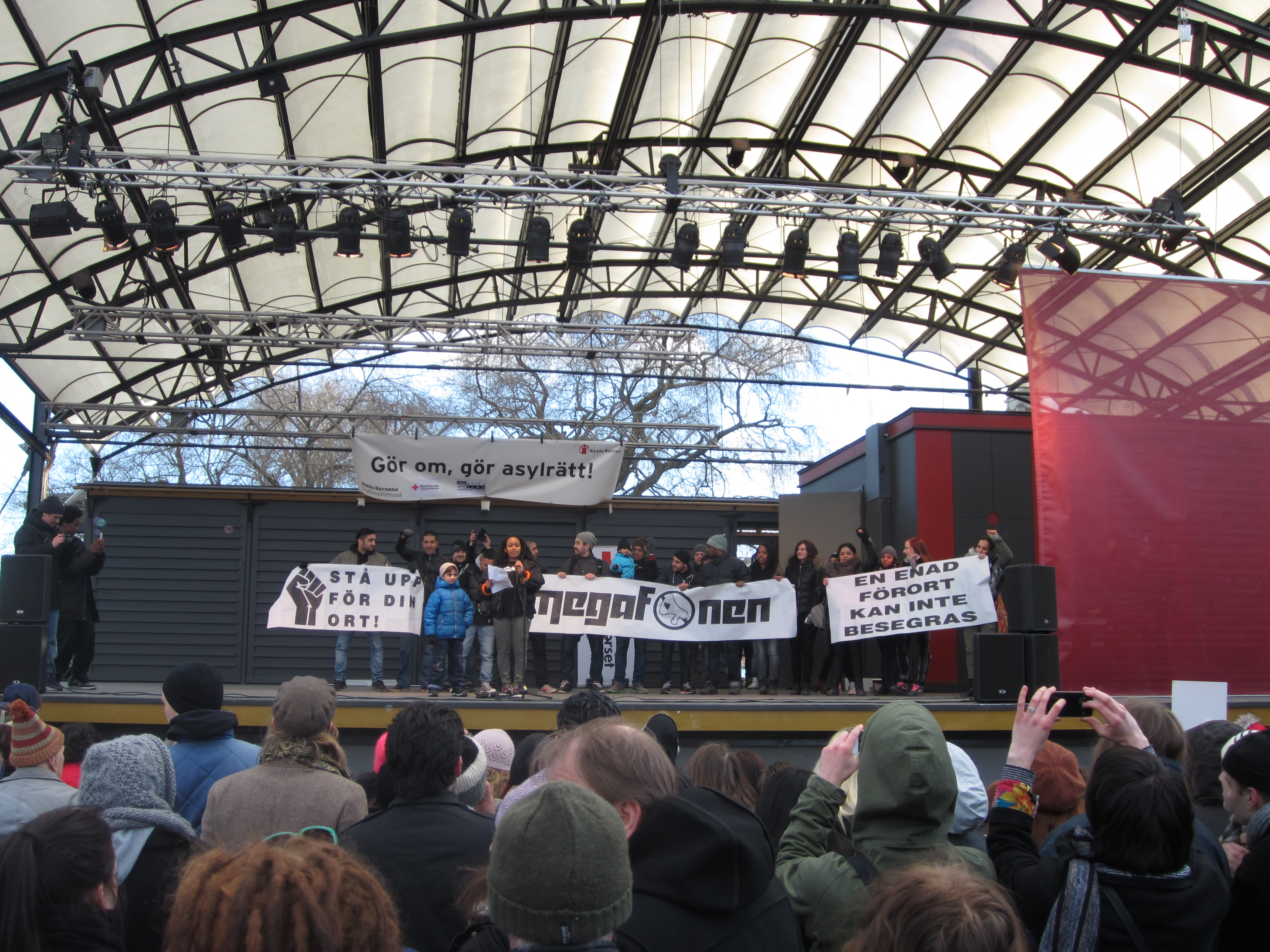
Megafonen under ledning av Bana Bisrat på en demonstration mot svensk migrationspolitik i Stockholm, mars 2013.

Megafonen är en organisation som arbetar för social rättvisa. De organiserar unga förortsbor i Storstockholm och grundades 2008.
Organisationen jobbar med olika politiska, sociala och kulturella aktiviteter.

## Historik
Megafonen startades i Husby, och har sedan hösten 2012 även verksamhet i Rinkeby och Hässelby-Vällingby och sedan 2013 i Norra Botkyrka. De aktiva medlemmarna är i åldrarna 15-30 år. Megafonen grundades av Basar Gerecci och Rami Al-Khamisi, efter det uppmärksammade Romario-mordet oktober 2008.
De fick ekonomiskt stöd av Hyresgästföreningen och Svenska bostäder för att bland annat bygga upp en nättidning där de unga i förorten skulle kunna göra sig hörda. 
I januari 2012 deltog Megafonen i en ockupation av möteslokalen Husby Träff tillsammans med ett nätverk av Husbybor och lokala föreningar under parollen ”Husby kräver respekt”. Utöver Megafonen deltog även Pensionärernas Riksorganisation (PRO), Nätverket Järvas framtid och representanter från de lokala politiska föreningarna i opposition, däribland Socialdemokraterna, Miljöpartiet och Vänsterpartiet. Ockupationen var en protest mot beslutet att flytta möteslokalen Husby Träff men utvecklades snart till en allmän protest mot nedskärningar i området.
Sedan starten har Megafonen haft sitt kontor i en av de hyresfria lokaler som Svenska Bostäder upplåter åt lokala föreningar i Husby. När Megafonen i augusti 2012 ville bedriva läxhjälp i Rinkeby sade Svenska Bostäder nej till en hyresfri lokal. Svenska Bostäder menade att man var besvikna på att Megafonen tidigare samma år deltagit i ockupationen av Husby Träff. Megafonens talesman menade å sin sida att Svenska Bostäder ville tysta kritiker.

## Politiskt engagemang
Politiskt har Megafonen engagerat sig mot Järvalyftet, en stor stadsutvecklingssatsning som drivs av Stockholms stad.
Föreningen har även engagerat sig aktivt med namninsamlingar och demonstrationer mot en försäljning av Alby, vilket har givit medial uppmärksamhet.

## Socialt engagemang
Bland de sociala aktiviteterna finns bland annat Harakat, ett medborgarcafé med föreläsningar som drivs i samarbete med Rädda Barnen.  Bland andra Mona Sahlin, Hans Rosling och Magnus Linton har föreläst på Harakat. Sommaren 2011 gav föreningen ut tidningen Nuförtiden.
Föreningen anordnar dessutom läxläsning.